# Stevanstort
De Stevan-stortplaatsen zijn twee voormalige stortplaatsen in de Belgische provincie West-Vlaanderen. Beide locaties waren in handen van steenbakkersfamilie Vandeputte, die er eerst steenfabrieken had voordat de sites stortplaatsen werden. Ten tijde van de steenfabrieken werd de ontgonnen klei in steenovens verwerkt tot bakstenen. De kleiputten die overbleven werden volgestort met niet-recyclebare afvalstoffen.
Site Izegem is de oudste locatie en ligt in buurgemeente Izegem naast de Rijksweg, tussen de Manpadstraat (Lendelede) en de Krekelstraat (Izegem). Deze site is niet meer in handen van Vandeputte, ze is verkaveld en herbestemd. De site Lendelede ligt niet ver van het centrum van Lendelede, geprangd tussen de industrie langs de Heulsestraat, het Patrijzenbos en de Bergkapel. Dit terrein is, hoewel gesloten, nog steeds eigendom van Steenbakkerij Vandeputte (NV Stevan).

## Site Izegem
Op 15 maart 1827 krijgt grootgrondbezitter Guillielmus Vandeputte-Delaere het octrooi in Izegem een Engelse steenoven en zo een steenbakkerij op te richten. De steenbakkerij bevond zich nabij zijn hoeve en leverde onder meer stenen voor de bouw van de nieuwe sacristie aan de Lendeleedse Sint-Blasiuskerk in 1829. In 1862 wordt de steenbakkerij uitgebreid tot 43 hectare.
Remi Vandeputte verving de nog op paardenkracht aangedreven machinerie door stoommachines in 1913.
De site van de Izegemse steenbakkerij werd in de jaren 1950-60 onder Maurice Vandeputte ook gebruikt als stortplaats.
Na het volstorten werd de site in de loop van 1974-1975 bouwrijp gemaakt. Ook oude steenovens en fabriekshallen gingen tegen de vlakte. Op deze locatie kwamen onder andere de sportvelden en cultuurhuis "De Leest" langs de Rijksweg in Izegem. Ook werden hier huizen gebouwd. De Steenovenstraat is nog een verwijzing naar de steenbakkerij en loopt over de oude bakkerij en stortplaats.

## Site Lendelede

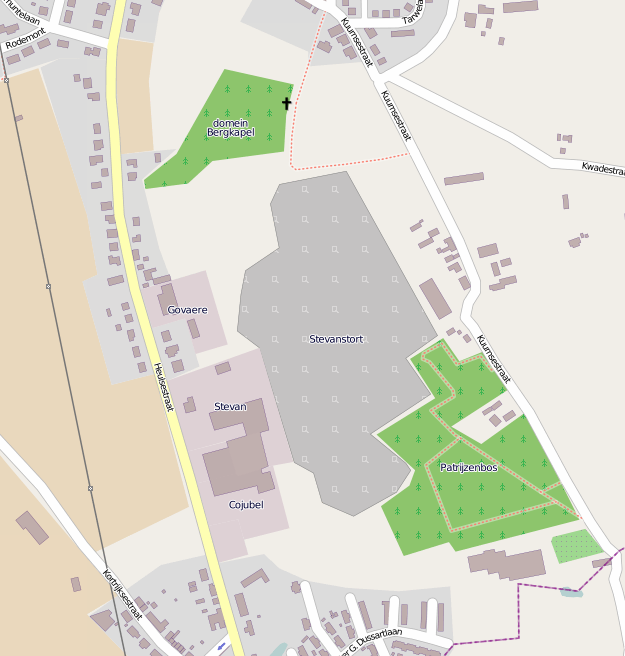
Locatie van de voormalige stortplaats in Lendelede

In 1914 werd door de familie Vandemoortele in de Heulsestraat een steenbakkerij opgericht. In 1926 kwam er een ringoven, nadat jaren in openluchtovens gebakken werd. De steenbakkerij werd in 1961 door de in de streek ondertussen bekende steenbakkerijsfamilie Vandeputte overgenomen. Hierdoor ontstond de pvba-steenbakkerijen Vandeputte-Vandemoortele onder opvolger Karel Vandeputte-Vankesbeeck. Met de overname bouwden de Vandeputtes ook een moderne fabricagehal. De ringoven werd in 1970 vervangen door een tunneloven. De oude gebouwen en hoge schoorsteen werden afgebroken. In 1980 sloot de steenbakkerij, na ruim 27 hectare klei te hebben ontgonnen.

### Stortplaats
In 1982 opende de site als stortplaats. De site was ideaal gezien het in hydrogeologisch veilig gebied ligt. De stortplaats is gelegen in een niet-waterdoorlatende kleilaag van zo'n 100 meter diep. Hierdoor is het risico op milieuverontreiniging beperkt. Sinds 2000 kwam hierboven nog een dikke folie bij om de afvalstoffen in te kapteren. Dit onder de volgende generatie, Paul Vandeputte. In 2001 werd de jaarlijkse omzet geschat op twee en een half miljard frank (62 milioen Euro). De gemeente Lendelede belastte hier 30 procent op. Dit werd door de uitbater aangevochten, maar in 2009 gaf de Raad van State aan dat de gemeente deze belasting mocht blijven heffen.
Sinds 2006 was de stortplaats vergund als deponie van baggerspecie, niet-reinigbare gronden en residu van grondreiniging. Niet langer voor huisvuil.

### Einde steenbakkerij en stortplaats
Er was sedert 2001 grote ontevredenheid over de stortplaats in Lendelede, en dan vooral de inplanting dicht bij het centrum. Er was vaak protest van het "anti-stortcomité" dat later uitmondde in de politieke partij "leefbaar Lendelede". Er was ook een hongerstaking door een buur. Er kwamen meerdere deadlines voor de sluiting, maar niettegenstaande negatieve adviezen van OVAM, de gemeente Lendelede en de provinciale milieuvergunningscommissie werd de sluiting een aantal keren uitgesteld.
Eind oktober 2011 raakte bekend dat minister Joke Schauvliege de exploitatievergunning niet verder verlengde. De gemeente Lendelede kocht de aanpalende hoeve Verkamere met het omliggende land om een verdere uitbreiding voor een nieuwe steenbakkerij tegen te gaan. Het Patrijzenbos (in de volksmond geboortebos) is ondertussen aangepland op het "ontginningsgebied" dat bedoeld was voor het ontginnen van de goede kleilaag. Op 24 december 2011 werd het stortterrein definitief gesloten.
Na de sluiting werd de stortplaats afgedekt. Het was de bedoeling dat, als onderdeel van het nazorgplan, bovenop een openbaar natuurgebied van 27 hectare zou komen. Dit zou dan aansluiten bij het Patrijzenbos en de zone rond de Bergkapel.

### Nabestemming
Het openbaar natuurgebied is er niet gekomen door onenigheid tussen de eigenaar Paul Vandeputte (Stevan) en de gemeente. Met uitzondering van de weide aan de bergkapel is de oude stortplaats niet toegankelijk.
Jaarlijks passeert op de site de lokale vtt-toertocht. Sinds 2023 is de site ook de start- en aankomstplaats van de Grote Prijs MHD-Filou ofwel Lendelede-koers, dat is de jaarlijkse koers ter ere van lokale wielerheld en buur van de site Alec Segaert.